# Acrostemon hirsutus
Acrostemon hirsutus là một loài thực vật có hoa trong họ Thạch nam. Loài này được Klotzsch mô tả khoa học đầu tiên năm 1838.